# Hugo XVIII. von Montfort
Hugo XVIII. von Montfort (* 1595 oder 1599; † 1662 in Langenargen), nach alternativer Zählung auch Hugo XV. von Montfort, war zur Zeit des Dreißigjährigen Krieges von 1619 bis 1655 regierender Graf von Montfort.
Graf Hugo XVIII. von Montfort, der 1611 die Universität Perugia besucht hatte, führte 1652 nach Absprache mit seinen letzten drei überlebenden Söhnen ein Hausgesetz ein. Dieses sah die Primogenitur für die Reichsgrafschaft Montfort vor. Deren letzte verbliebene Herrschaften Tettnang und Argen wurden darin als Montfortsches Majorat deklariert. Als Konservator des gräflichen Hauses sollte der jeweilige Bischof von Konstanz dienen.
Nach Bestätigung der Hausordnung durch den Kaiser 1654 überließ Graf Hugo XVIII. 1655 seinem Sohn Johann X. von Montfort die Amtsgeschäfte. Er zog sich auf Burg Argen als Alterssitz zurück, deren Kriegsschäden des Dreißigjährigen Krieges er behob und die er der Mode entsprechend im barocken Stil zum Schloss ausbaute. Dort verstarb er 1662.